# CHL Humanitarian of the Year
A CHL Humanitarian of the Year egy trófea, melyet a Canadian Hockey League-ben játszó játékos kaphat meg. Annak ítélik oda a szezon végén, aki sokat tett a közösségért.

## A díjazottak
| Év        | Játékos                    | Csapat                       | Liga  |
| --------- | -------------------------- | ---------------------------- | ----- |
| 2016–2017 | Tyler Wong                 | Lethbridge Hurricanes        | WHL   |
| 2015–2016 | Will Petschenig            | Saginaw Spirit               | OHL   |
| 2014–2015 | Danick Martel              | Blainville-Boisbriand Armada | QMJHL |
| 2013–2014 | Sam Fioretti               | Moose Jaw Warriors           | WHL   |
| 2012–2013 | Ben Fanelli                | Kitchener Rangers            | OHL   |
| 2011–2012 | Vincent Barnard            | Quebec Remparts              | QMJHL |
| 2010–2011 | Spencer Edwards            | Moose Jaw Warriors           | WHL   |
| 2009–2010 | Ryan Hayes                 | Plymouth Whalers             | OHL   |
| 2008–2009 | Matthew Pistilli           | Shawinigan Cataractes        | QMJHL |
| 2007–2008 | Chris Morehouse            | Moncton Wildcats             | QMJHL |
| 2006–2007 | Kyle Moir                  | Swift Current Broncos        | WHL   |
| 2005–2006 | Mike Angelidis             | Owen Sound Attack            | OHL   |
| 2004–2005 | Colin Fraser               | Red Deer Rebels              | WHL   |
| 2003–2004 | Chris Campoli              | Erie Otters                  | OHL   |
| 2002–2003 | Ryan Craig                 | Brandon Wheat Kings          | WHL   |
| 2001–2002 | Brandin Cote               | Spokane Chiefs               | WHL   |
| 2000–2001 | Jim Vandermeer             | Red Deer Rebels              | WHL   |
| 1999–2000 | Simon Gamache              | Val-d'Or Foreurs             | QMJHL |
| 1998–1999 | Philippe Sauvé             | Rimouski Océanic             | QMJHL |
| 1997–1998 | Jason Metcalfe             | London Knights               | OHL   |
| 1996–1997 | Jesse Wallin               | Red Deer Rebels              | WHL   |
| 1995–1996 | Craig Mills                | Belleville Bulls             | OHL   |
| 1994–1995 | David-Alexandre Beauregard | Saint-Hyacinthe Laser        | QMJHL |
| 1993–1994 | Stéphane Roy               | Val-d'Or Foreurs             | QMJHL |
| 1992–1993 | Keli Corpse                | Kingston Frontenacs          | OHL   |